# Рождество Иоанна Предтечи
Рождество́ Иоа́нна Предте́чи — один из христианских праздников, установленный в честь рождения сына у престарелых родителей — праведных Захарии и Елисаветы, впоследствии ставшего Иоанном Крестителем (иначе именуемого Предтечей).
Праздник в честь Рождества Иоанна Крестителя — один из тех весьма немногочисленных праздников православного церковного календаря, когда празднуется рождение прославляемого лица. Действительно, в названиях других православных праздников слово «рождество» (рождение) встречается всего лишь дважды — речь идёт о праздниках Рождества Христова и Рождества Пресвятой Богородицы.
В Католической церкви праздник имеет самый высокий ранг — торжество.

## Евангельский рассказ
Рождество Иоанна Предтечи описано лишь одним евангелистом — об этом событии повествуется в 1-й главе Евангелия от Луки. Согласно приведённому там рассказу, отец и мать Иоанна Предтечи носили имена Захария и Елисавета, жили во времена Ирода, царя Иудейского, причем Захария был священником (Лк. 1:5). Оба были праведны, достигли преклонного возраста, но не имели детей (Лк. 1:5-7).
«Бездетность у евреев считалась большим несчастьем, даже позором», поэтому, как повествует евангелист, отсутствие детей у супругов повлекло за собой «поношение между людьми» (Лк. 1:25) и молитву супругов о даровании чада, которая была услышана (Лк. 1:13).
Захария в тот момент, когда он совершал каждение в храме (Лк. 1:8-9), увидел ангела (Лк. 1:11) и получил от него предсказания: о рождении сына; о том имени, которым сына нарекут; о радости, которую принесёт его рождение как Захарии, так и многим представителям израильского народа; о том, что сын будет велик пред Господом; о предстоящей его сыну миссии — «представить Господу народ приготовленный» (Лк. 1:13-17).
Захария, будучи стар, усомнился в услышанном, и Архангел Гавриил в подтверждение верности услышанных слов лишил его дара речи (Лк. 1:18-20, 22). По окончании дней службы Захарии в храме его жена зачала (Лк. 1:23-24) и в своё время родила сына (Лк. 1:57). Однако дар речи к Захарии вернулся не сразу в день рождения ребёнка, а лишь на восьмой день — когда пришла пора наречения имени младенцу (Лк. 1:59-64).

## Дата праздника
Дата Рождества Иоанна Предтечи была вычислена на основе евангельского свидетельства о 6-месячной разнице в возрасте между Иоанном и Христом. Праздник оказался близок к летнему солнцестоянию, поскольку Рождество Христово было приурочено к зимнему. Таким образом, после Рождества Христа продолжительность светового дня начинает возрастать, а после Рождества Иоанна — уменьшаться (по аналогии со словами Иоанна, «Ему до́лжно расти, а мне умаля́ться», см. Ин. 3:30).
Так как многие православные церкви живут по юлианскому календарю, то в настоящее время день Рождества Иоанна Предтечи приходится у них на 7 июля, поэтому в России и ряде других стран праздник потерял астрономическое соответствие солнцестоянию. Строгого соответствия астрономии нет и в странах григорианской датировки — Иванов день там отмечают 24 июня.

### Празднование в Германии
В Средние века по всей Германии зажигали обрядовые костры, после Реформации и в протестантских областях, например в Саксонии. Празднование Дня св. Иоанна Крестителя слилось во многом с днём летнего солнцестояния (22 июня). По народным представлениям, прыжки через костёр и прогон скота через него способствуют защите людей и животных от болезней и колдовства. С целью излечения во многих областях Германии к кострам раньше приносили больных детей. По поверьям, головешки из костра, хранившиеся в доме, защищали от пожара. В целях оберега клали также немного золы из костра в корм скоту. С культом солнца был связан обычай скатывать с возвышенности горящие колёса как знак солнца, смоляные бочки, горящие диски.
В обрядности Дня Иоанна Крестителя большую роль играли травы, некоторые из них получали название по имени святого — «иванова трава». В каждой местности была своя «иванова трава», часто это был зверобой, в Тюрингии — арника, которую использовали для приготовления мазей, в лечебных целях собирали также тмин и другие травы. По поверью, травы, сорванные в этот день и освящённые в церкви, защищали людей от болезней, а дома́ — от бурь и пожаров. Букет или венок из таких трав, повешенный над входной дверью, закрывал ведьмам доступ в дом. Этот праздник отмечали приготовлением особых блюд, в Баварии, например, до сих пор распространён обычай есть пироги «кюхельн» — с тремя, семью или девятью различными начинками, среди которых обязательно была съедобная разновидность бузины. Важную роль в обрядности этого праздника играет вода, в частности ритуальное купание, поскольку воде в этот день приписывают чудодейственное воздействие.

### Празднование в Канаде
В Нижней Канаде празднование Дня Иоанна Крестителя превратилось в праздник патриотов и проводится в один день с Национальным праздником Квебека.

## Богослужебное почитание
В Православной церкви Рождество Иоанна Предтечи относится к числу великих праздников (не входя в состав двунадесятых праздников) и празднуется за шесть месяцев до Рождества Христова, 24 июня (7 июля). День этот всегда приходится на Петров пост.
Рождество Иоанна Предтечи — один из тех весьма немногочисленных праздников православного церковного календаря, когда празднуется рождение прославляемого лица. Действительно, в названиях праздников Православной церкви мы встречаем слово «рождество» (рождение) лишь трижды: Рождество Христово, Рождество Пресвятой Богородицы и Рождество Иоанна Предтечи. Сам этот факт подчёркивает исключительное положение Иоанна Предтечи среди святых, почитаемых Православной церковью.
Полное название праздника в богослужебных книгах Православной церкви: Рождество́ честна́го сла́внаго проро́ка, Предте́чи и Крести́теля Иоа́нна (др.-греч. Τὸ Γενέσιον τοῦ τιμίου ἐνδόξου Προφήτου Προδρόμου καὶ Βαπτιστοῦ Ἰωάννου). Накануне праздника вечером служится всенощное бдение. Стихиры праздника были написаны разными гимнографами: Иоанном монахом, Анатолием, Андреем Иерусалимским (Критским), Кассией монахиней; в VIII веке Иоанн Дамаскин написал канон этого праздника, второй канон написан Андреем Критским.
|                                     | На греческом | На церковнославянском (транслитерация) | На русском языке |
| ----------------------------------- | --- | --- | --- |
| Тропарь праздника, глас 4 (Ἦχος δ') | Προφῆτα καὶ Πρόδρομε, τῆς παρουσίας Χριστοῦ, ἀξίως εὐφημῆσαί σε οὐκ εὐποροῦμεν ἡμεῖς, οἱ πόθῳ τιμῶντές σε· στείρωσις γὰρ τεκούσης, καὶ πατρὸς ἀφωνία, λέλυνται τῇ ἐνδόξῳ, καὶ σεπτῇ σου γεννήσει, καὶ σάρκωσις Υἱοῦ τοῦ Θεοῦ, κόσμῳ κηρύτεται. | Проро́че и Предте́че прише́ствия Христо́ва, досто́йно восхвали́ти тя недоуме́ем мы, любо́вию чту́щии тя: непло́дство бо ро́ждшия и о́тчее безгла́сие разре́шися сла́вным и честны́м твои́м рожде́ством, и воплоще́ние Сы́на Бо́жия ми́рови пропове́дуется. | Пророк и Предтеча пришествия Христова, мы, с любовью почитающие тебя, недоумеваем, как достойно восхвалить тебя: ибо бесплодие родившей и немота отца разрешились преславным и святым твоим рождением, и о воплощении Сына Божия миру возвещается. |
| Кондак праздника, глас 3 (Ἦχος γ')  | Ἡ πρὶν στεῖρα σήμερον, Χριστοῦ τὸν Πρόδρομον τίκτει, καὶ αὐτὸς τὸ πλήρωμα, πάσης τῆς προφητείας· ὄνπερ γάρ, προανεκήρυξαν οἱ Προφῆται, τοῦτον δή, ἐν Ἰορδάνῃ χειροθετήσας, ἀνεδείχθη Θεοῦ Λόγου, Προφήτης Κήρυξ ὁμοῦ καὶ Πρόδρομος.            | Пре́жде непло́ды днесь Христо́ва Предте́чу ражда́ет, и той есть исполне́ние вся́каго проро́чества: Его́же бо проро́цы пропове́даша, на Сего́ во Иорда́не ру́ку положи́в, яви́ся Бо́жия Сло́ва проро́к, пропове́дник, вку́пе и Предте́ча.                  | Прежде неплодная ныне Христова Предтечу рождает, и он — исполнение всех пророчеств: ибо, возложив руку во Иордане на Того, Кого пророки предвозвестили, явился пророком Слова Божия, проповедником и вместе с тем Предтечею.                       |
| Величание                           | — | Велича́ем тя, Предте́че Спа́сов Иоа́нне, и чтим е́же от непло́дове пресла́вное рождество́ твое́. | Прославляем тебя, Предтеча Спасителя Иоанн, и почитаем преславное Твое рождение от неплодной матери твоей. |

## Иные праздники, посвящённые Иоанну Предтече
В честь Иоанна Крестителя установлены также следующие праздники (перечислены в хронологическом порядке гражданского календаря):
- 7 (20) января — Собор Иоанна Предтечи;
- 24 февраля (9 марта) в невисокосном году, 24 февраля (8 марта) в високосном году — первое и второе Обретение главы Иоанна Предтечи;
- 25 мая (7 июня) — третье Обретение главы Иоанна Предтечи;
- 29 августа (11 сентября) — Усекновение главы Иоанна Предтечи;
- 23 сентября (6 октября) — Зачатие Иоанна Предтечи;
- 12 (25) октября — Перенесение Десницы Иоанна Предтечи;
- каждый вторник, за исключением Страстной седмицы и совпадений с другими праздниками.

## Славянская обрядность
Славянские народные названия праздника: Иван Купала, Иванов день, Иван Цветный, Иван Травник, Иван Травный, Иван Колдовник, Иван Любовный, Иван Чистоплотный, Иван Весёлый, Иван Купальник, Иван Лопуховатый, Иван Гулящий, Иван Веничный, Иван-градобой. Традиционно считается, что на Руси христианский праздник Рождества Иоанна Предтечи слился с «языческим праздником славян Купало, знаменующим летний солнцеворот».
Название праздника раньше связывали с именем языческого божества Купала или Купало, хотя само существование такого божества оспаривается (на том основании, в частности, что первое упоминание об этом «божестве» содержится в летописи XVII века). По этой причине намного более правдоподобным представляется объяснение, согласно которому название Иван Купала является славянским народным вариантом имени Иоанн Креститель (греч. Ιωάννης ο Βαπτιστής), поскольку эпитет Иоанна — греч. βαπτιστής — переводится как «купатель, погружатель».